# Лещане
Лѐщане (на албански: Leshtan; на сръбски: Лештане или Leštane) е село, разположено в областта Гора, в община Драгаш (Шар), Косово.

## География
Селото е разположено по северозападните склонове на Шар планина.

## История
Васил Кънчов отбелязва през 1900 година Лещан сред селата в Гора, населени от българи мохамедани, наричани торбеши. Броят на къщите е 30.
След Междусъюзническата война селото попада в Албания. Според Стефан Младенов в 1916 година Лѐщане е българско село със 75 къщи.